# Fantasy: Mariah Carey at Madison Square Garden
Fantasy: Mariah Carey at Madison Square Garden — четвёртый DVD/video релиз американской поп/R&B певицы Мэрайи Кэри. На DVD/video представлено живое выступление певицы в концертном зале «Madison Square Garden» 10 октября 1995 года. Видеоматериал в формате VHS был выпущен в начале 1996 года, на DVD — в конце 2004. Альбом был номинирован на NAACP Image Award.
Впервые видео этого концерта показали на канале Fox в 1995 году, в честь выхода четвёртого студийного альбома «Daydream» и рекламы её нового турне Daydream World Tour (1996). Мэрайя исполнила пять песен мз Daydream: «Fantasy», «One Sweet Day», «Always Be My Baby», «Open Arms», и «Forever». Так же в список композиций были включены шесть прежних хитов Мэрайи: «Vision of Love», «Make It Happen», «I'll Be There», «Dreamlover», «Hero» и «Without You».
В концерте приняли участие такие звезды, как Boyz II Men с песней «One Sweet Day» и Wanya Morris (из команды Boyz II Men) с песней «I’ll Be There». Ol' Dirty Bastard не выступал вместе с Мэрайей, но вышел на сцену после финальной песни певицы «Vision of Love» и прочитал свою рэп-партию в ремиксе «Fantasy» — «Bad Boy Remix».
В список композиций было включено 2 видеоклипа — «One Sweet Day» и ремикс «Anytime You Need a Friend» (C&C Video Edit). Живое исполнение песен «Vision of Love», «Make It Happen», «Fantasy» и «One Sweet Day» из этого концерта позже было включено в аудиорелизы официальных промосинглов.

## Список композиций
1. «Fantasy»
2. «Make It Happen»
3. «Open Arms»
4. «Dreamlover»
5. «Without You»
6. «One Sweet Day»
7. «I'll Be There»
8. «Hero»
9. «Always Be My Baby»
10. «Forever»
11. «Vision of Love» / «Fantasy» (Bad Boy Remix) (завершение концерта)
12. «One Sweet Day» (Видеоклип)
13. «Anytime You Need a Friend (C&C Video Edit)» (Видеоклип)

## Позиции в чартах
| Чарт                           | Высшая позиция | Сертификация | Продажи |
| ------------------------------ | -------------- | ------------ | ------- |
| French Music DVD Chart         |                | Золотой      | 10,000  |
| U.S. Billboard Top Music Video | 1              | Платиновый   | 100,000 |